# Distrito de Chupamarca
El distrito de Chupamarca es uno de los 13 distritos de la provincia de Castrovirreyna, ubicada en el departamento de Huancavelica, bajo la administración del Gobierno regional de Huancavelica, en la sierra central del Perú.
Desde el punto de vista jerárquico de la Iglesia católica, forma parte de la Diócesis de Huancavelica.

## Historia
El distrito de Chupamarca se crea en la época de la independencia en 1825 durante la administración de Simón Bolívar, en la provincia de Yauyos, conjuntamente con otros ocho distritos. Por decreto de 16 de febrero de 1866 del Presidente Mariano Ignacio Prado se establece que el distrito de Chupamarca de la provincia de Yauyos pertenecerá a la provincia de Castrovirreyna y el distrito de Huangáscar de la provincia de Castrovirreyna pertenecerá a la provincia de Yauyos (permuta); se ratifica por ley de 25 de octubre de 1898 siendo presidente don Nicolás de Piérola y se ejecuta por ley de 13 de octubre de 1900 del presidente Eduardo López de Romaña. 

## Geografía
El distrito abarca una superficie de 373,78 km²
Su capital es el poblado de Chupamarca.

## Autoridades

### Municipales
- 2023 - 2026[2][3]
  - Alcalde: Agripino Gustavo Pauyac Huaraca, Movimiento independiente Trabajando para Todos (TpT).
  - Regidores: Rafael Goitia Perez (TpT), Mary Luz Goitia Huaraca (TpT), Nelson Wilfredo Cerazo Lume (TpT), Minno Milagros Chipana Perez (TpT), Martin Evaristo Canchari Perez (Partido Popular Cristiano).[4]
- 2007 - 2010
  - Alcalde: Mcgovern Herbert Cullanco Canto, del Partido Unión por el Perú.

### Policiales
- Comisario:   PNP.

### Religiosas
- Diócesis de Huancavelica[5]
  - Obispo de Huancavelica: Monseñor Isidro Barrio Barrio.[6]
- Parroquia
  - Párroco: Pbro.  .

## Festividades
Fiesta patronal es del 23 al 27 de julio en honor a los Santos Patrones Apóstol Santiago, Virgem Perpetuo Socorro, San Felipe y Niño Sacramento